# Attheyella inopinata
Attheyella inopinata är en kräftdjursart som beskrevs av Claude Chappuis 1931. Attheyella inopinata ingår i släktet Attheyella och familjen Canthocamptidae. Inga underarter finns listade i Catalogue of Life.